# Aughton, East Riding of Yorkshire
Aughton är en by i civil parish Ellerton, i distriktet East Riding of Yorkshire, i grevskapet East Riding of Yorkshire, i England. Byn är belägen 16 km från Goole. Aughton var en civil parish fram till 1935 när blev den en del av Ellerton. Civil parish hade 100 invånare år 1931. Byn nämndes i Domedagsboken (Domesday Book) år 1086, och kallades då Actun.